# 卡多尼亞 (印地安納州)
卡多尼亞（英語：Cardonia）是位於美國印地安納州克萊縣的一個非建制地區。該地的面積和人口皆未知。

## 地理
卡多尼亞的座標為39°33′42″N 87°06′28″W / 39.56167°N 87.10778°W，而該地的平均海拔高度為208米（即682英尺）。